# Boj o oheň
Boj o oheň (v originále La Guerre du feu) je francouzsko-kanadský dobrodružný film z roku 1981, který režíroval Jean-Jacques Annaud podle stejnojmenného románu J.-H. Rosnyho z roku 1909. Snímek měl světovou premiéru 16. prosince 1981.

## Děj
V období paleolitu kmen Oulhamr umí využívat oheň, umí ho uchovávat, ale neví, jak ho rozdělat. Když na jejich území vtrhnou členové kmene Wagabou, vypukne bitva. Wagabuové vítězí díky početnosti, hrubé síle a strategickým úskokům. Hrstce Oulhamrů se podaří uprchnout. Mezi nimi i strážce ohniště i s trochou ohně, ale nakonec kousek žhnoucího uhlíku zhasne. Bez ohně jsou odsouzeni zemřít zimou a hladem. Oulhamrové se rozhodnou poslat tři své nejstatečnější lovce hledat oheň - Naoh, Amoukar a Gaw. Během své cesty se setkají s několika druhy divokých šelem, včetně šavlozubých tygrů, a také s dalšími primitivními kmeny lidských bytostí.
Tři Oulhamrové nejprve vstupují na území Kzammů, kteří jsou lidojedy. Naohovi se podaří jim ukrást oheň, ale při boji je zraněn. Připojí se ke Gawovi a Amoukarovi. Mladá žena jménem Ika z kmene Ivaků, která uprchla s Naohem, se k nim připojí a hledá u nich ochranu.
Cestou si Ika uvědomuje, že je blízko domova. Snaží se přesvědčit tři Oulhamry, aby ji doprovázeli, ale nedostatek společného jazyka nebo instinktivní nedůvěra ji nutí k návratu ke svému kmenu. Když je Ika druhý den ráno opustí, Naoh se cítí znepokojeně, protože na ni nemůže přestat myslet. Vrátí se, následován Gawem a Amoukarem navzdory jejich neochotě. Naoh jde do vesnice, ale je zajat Ivaky.
Nejprve je vystaven šikaně a ponižování, ale nakonec ho Ivakové přijmou a ukáží mu své techniky. Jejich kmen je pokročilejší. Dospěli zvládají umění (malba na tělo, ornamenty, primitivní keramika) a co je nejdůležitější, zvládli výrobu ohně. Naučí Naoha, jak ho zapálit, což jeho život navždy změní.
Znepokojení Gaw a Amoukar jdou hledat Naoha a jsou také zajati. Během zkoušek, kterými procházejí, zjistí, že jedním z účastníků je Naoh, kterého zpočátku nepoznali, protože jeho tělo je nyní pokryto barvou jako Ivakové. Během noci Gaw a Amoukar prchají a přemluví Naoha, aby šel s nimi. Ika si uvědomuje, že Naoha miluje a utíká s nimi.
Na zpáteční cestě musí čtveřice bojovat proti medvědovi. Gaw je při svém boji se zvířetem vážně zraněn, ale podaří se mu uprchnout. 
Když už se chystají připojit ke kmeni Oulhamrů, oheň jim uhasne. Naoh se snaží zapálit nový, ale nedaří se mu to. Ika vezme věci do svých rukou a oheň rozdělá. Posléze Ika a Naoh zjistí, že Ika je těhotná a čeká jejich dítě.

## Obsazení
| Everett McGill | Noah    |
| Ron Perlman    | Amoukar |
| Nicholas Kadi  | Gaw     |
| Rae Dawn Chong | Ika     |

### Ocenění
- César: nejlepší film a nejlepší režisér (Jean-Jacques Annaud) a nominace v kategoriích nejlepší původní scénář nebo adaptace (Gérard Brach), nejlepší filmová hudba (Philippe Sarde), nejlepší kamera (Claude Agostini), nejlepší výprava (Brian Morris)
- Saturn Awards: nejlepší mezinárodní film
- Oscar: nejlepší masky
- Genie Award: nejlepší herečka (Rae Dawn Chong), nejlepší kostýmy (John Hay), nejlepší střih zvuku, nejlepší zvuk; nominace pro nejlepší film a pro nejlepšího herce v zahraničním filmu (Ron Perlman)
- BAFTA: nejlepší masky
- Zlatý glóbus: nominace na nejlepší cizojazyčný film